# Gmina Woźniki
Die Gmina Woźniki [wɔʑˈniki] ist eine Stadt- und Land Gemeinde im Powiat Lubliniecki der Woiwodschaft Schlesien in Polen. Ihr Sitz ist die gleichnamige Stadt (deutsch Woischnik) mit etwa 4300 Einwohnern.

## Geographie
Die Gemeinde liegt Norden der Woiwodschaft, im Osten des historischen Oberschlesien nahe der Grenze zu Kleinpolen. Die Kreisstadt Lubliniec (Lublinitz) liegt 20 Kilometer westlich, Częstochowa (Tschenstochau) 20 Kilometer nördlich. Nachbargemeinden sind Konopiska sowie Starcza im Norden, Kamienica Polska im Nordosten,
Koziegłowy im Osten, Ożarowice im Süden, Miasteczko Śląskie sowie Kalety im Südwesten und Koszęcin sowie Boronów im Westen.
Die Góra Grojec ist mit 365 m n.p.m. die höchste Erhebung des nördlichen Oberschlesiens. Zu den Gewässern gehört die die Mała Panew (Malapane).

## Geschichte
Die Landgemeinde Psary wurde 1973 aus Gromadas gebildet. Im Jahr 1976 erhielt sie mit der Verlegung des Sitzes in die Stadt deren Namen. Stadt- und Landgemeinde wurden 1990/1991 zur Stadt-und-Land-Gemeinde zusammengelegt. Ihr Gebiet kam 1975 von der Woiwodschaft Katowice zur Woiwodschaft Częstochowa, der Powiat wurde aufgelöst. Zum 1. Januar 1999 kam die Gemeinde zur Woiwodschaft Schlesien und wieder zum Powiat Lubliniecki.

## Politik

### Bürgermeister
An der Spitze der Verwaltung steht der Bürgermeister. Seit 2006 war dies Alojzy Cichowski, der 2018 nicht erneut antrat. Bei der turnusmäßigen Wahl im April 2024 kam es zu folgendem Ergebnis:
- Michał Aloszko (Wahlkomitee „Freundliche Gemeinde Woźniki“) 69,3 % der Stimmen
- Dariusz Bryła (Wahlkomitee „Wir sind von hier“) 30,7 % der Stimmen

Damit wurde Aloszko bereits im ersten Wahlgang wiedergewählt.
Bei der turnusmäßigen Wahl im Oktober 2018 wurde folgendes Ergebnis ermittelt:
- Michał Aloszko (Wählervereinigung „Einwohner der freundlichen Landgemeinde Woźniki“) 47,7 % der Stimmen
- Krzysztof Nowacki (Wählervereinigung „Gemeinsam Unabhängig“) 19,5 % der Stimmen
- Roman Wojsyk (PiS) 15,7 % der Stimmen
- Henryk Gorol (Wahlkomitee „Neue Initiative für die Stadt und Gemeinde Woźniki“) 7,9 % der Stimmen
- Paweł Skop (Wahlkomitee „Effiziente Verwaltung“) 6,1 % der Stimmen
- Übrige 3,1 % der Stimmen

In der damit notwendigen Stichwahl wurde Aloszko mit 67,5 % der Stimmen gegen Nowacki zum neuen Bürgermeister gewählt.

### Gemeinderat
Der Gemeinderat von Woźniki besteht aus 15 Mitgliedern, die in Einzelwahlkreisen gewählt werden. Die Wahl 2024 führte zu folgendem Ergebnis:
- Wahlkomitee „Freundliche Gemeinde Woźniki“ 48,5 % der Stimmen, 9 Sitze
- Wahlkomitee „Wir sind von hier“ 36,9 % der Stimmen, 5 Sitze
- Wahlkomitee „Gemeinschaft der Sołectwa Kamieńskie Młyny“ 5,1 % der Stimmen, kein Sitz
- Wahlkomitee „Gemeinsam für Psary – Mit Herz für die Menschen“ 4,8 % der Stimmen, 1 Sitz
- Übrige 4,7 % der Stimmen, kein Sitz

Die Wahl 2018 führte zu folgendem Ergebnis:
- Wählervereinigung „Einwohner der freundlichen Landgemeinde Woźniki“ 29,0 % der Stimmen, 4 Sitze
- Wahlkomitee „Gemeinsam Unabhängig“ 24,0 % der Stimmen, 7 Sitze
- Prawo i Sprawiedliwość (PiS) 16,0 % der Stimmen, 2 Sitze
- Wahlkomitee „Neue Initiative für die Stadt und Gemeinde Woźniki“ 14,5 % der Stimmen, kein Sitz
- Wahlkomitee „Die Gemeinde sind wir“ 7,8 % der Stimmen, kein Sitz
- Wahlkomitee „Unabhängig – Unsere Gemeinde Unsere Angelegenheiten“ 2,3 % der Stimmen, 1 Sitz
- Wählervereinigung „Entwicklung der Sołectwa Dyrdy-Sośnica“ 0,0 % der Stimmen, 1 Sitze (*)
- Übrige 6,3 % der Stimmen, kein Sitz

(*) Der einzige Kandidat der Wählervereinigung „Entwicklung der Sołectwa Dyrdy-Sośnica“ wurde im Wahlkreis 1 in stiller Wahl gewählt und erhielt somit keine Wählerstimmen.

### Partnerschaften
Woźniki unterhält mit Kravaře ve Slezsku in Tschechien, Lisková in der Slowakei und Merseburg in Sachsen-Anhalt Gemeindepartnerschaften.

## Gliederung
Die Stadt-und-Land-Gemeinde Woźniki besteht aus der Stadt selbst, drei Stadtteilen mit Schulzenämtern (sołectwa) und sieben Dörfern mit weiteren Schulzenämtern:
- Woźniki (Woischnik)

Stadtteile:
- Czarny Las (Helenenthal)
- Dyrdy (Dyrden)
- Ligota Woźnicka (Ellguth-Woischnik)

Dörfer:
- Babienica (Babinitz)
- Drogobycza (Drogobitsch)
- Kamienica (Kaminitz)
- Kamieńskie Młyny (Kaminitzmühlen)
- Lubsza (Lubschau)
- Piasek (Ludwigsthal)
- Psary (Psaar)

Weitere Orte sind der Sośnica (Soßnitz), das zur Stadt gehört und die Orte: Kolonia Woźnicka, Mzyki, Niwy, Okrąglik, Pakuły und Widawa.